# Инцидент с Ту-154 в Стокгольме (1978)
Инцидент с Ту-154 в Стокгольме — авиационный инцидент, произошедший во вторник 14 ноября 1978 года с самолётом Ту-154Б-1 советской компании Аэрофлот в шведском аэропорту Стокгольм-Арланда.

## Самолёт
Ту-154Б-1 с бортовым номером СССР-85286 (заводской — 78A-286, порядковый — 0286) был выпущен Куйбышевским авиазаводом 25 июля 1978 года и к 30 июля передан Министерству гражданской авиации (МГА СССР), которое направило авиалайнер в Шереметьевский авиаотряд Центрального управления Международного воздушного сообщения (ЦУ МВС). В преддверии Летних олимпийских игр 1980 года, которые должны были пройти в Советском Союзе, самолёт носил стикер Official Olympic Carrier.

## Инцидент
Самолёту предстояло выполнить рейс SU-212 по маршруту Стокгольм (Арланда) — Москва (Шереметьево), а всего на борту находились 9 членов экипажа и 65 пассажиров. Взлёт выполнялся с полосы 26 примерно в 13 часов. Но когда была достигнута скорость подъёма передней стойки шасси (VR) , командир почувствовал значительное сопротивление при попытке отклонить штурвал «на себя» (чтобы приподнять нос). До конца полосы оставалось 500 метров, когда было принято решение прервать взлёт.
Не успев затормозить на оставшемся отрезке, авиалайнер выкатился за пределы ВПП, проехал концевую полосу безопасности, врезался в антенну курсового маяка, после чего выехал на склон и затем остановился. Никто из находящихся на борту (74 человека) при этом не погиб. Сам самолёт также существенно не пострадал и был восстановлен.

## Причины
Причиной инцидента стали отказ второго (среднего) двигателя и основной гидросистемы.

## Дальнейшая судьба авиалайнера
Вскоре после данного случая борт 85286 был переведён в Ташкентский авиаотряд Узбекского управления гражданской авиации. После распада Советского Союза и упразднения МГА СССР он был переведён в состав O‘zbekiston Havo Yo‘llari, при этом в 1993 году буквенная часть бортового номера сменилась с СССР- на UK-. В 2005 году борт UK-85286 был отставлен на хранение, а в 2007 году разрезан на металлолом.